# Talia Shire
Pour les articles homonymes, voir Shire, Coppola et Famille Coppola.
Talia Shire est une actrice, productrice de cinéma et réalisatrice américaine, née le 25 avril 1946 à Lake Success à Long Island dans l'État de New York.

## Biographie

### Carrière
Elle est surtout connue pour son rôle de Connie Corleone, la sœur du parrain Michael Corleone, dans la trilogie Le Parrain en 1972, 1974 et 1990 et pour son rôle d'Adrian Pennino, la femme de Rocky Balboa, dans la série des Rocky.

### Famille
Elle est la sœur de Francis Ford Coppola et la mère des frères Schwartzman, Jason (acteur) et Robert (chanteur du groupe Rooney), et la tante de Nicolas Cage et de Sofia Coppola.
Elle fut mariée au compositeur de musique de film David Shire de 1970 à 1980, puis à Jack Schwartzman (en) de 1980 jusqu'au décès de celui-ci en 1994.

## Filmographie

### Actrice

#### Cinéma
- 1968 : The Wild Racers : 1st Girlfriend
- 1970 : Horreur à volonté (The Dunwich Horror) : Nurse Cora
- 1970 : Gas-s-s-s : Coralee
- 1971 : The Christian Licorice Store (en) de James Frawley : Last Party Guests
- 1972 : Le Parrain (The Godfather) de Francis Ford Coppola : Connie
- 1972 : Un homme est mort de Jacques Deray : make-up girl
- 1974 : Le Parrain 2 (The Godfather: Part II) : Connie Corleone
- 1976 : Rocky : Adrian Pennino
- 1979 : Old Boyfriends (en) de Joan Tewkesbury (en) : Dianne Cruise
- 1979 : Rocky 2 : Adrian Pennino puis Balboa
- 1979 : Prophecy : le Monstre (Prophecy) : Maggie Verne
- 1980 : Windows : Emily Hollander
- 1982 : Rocky 3 (Rocky III) : Adrian Balboa
- 1985 : Rocky 4 : Adrian Balboa
- 1986 : Rad : Mrs. Jones
- 1986 : Hyper Sapien: People from Another Star : Dr. Tedra Rosen
- 1989 : New York Stories : Charlotte
- 1990 : Rocky 5 : Adrian Balboa
- 1990 : Le Parrain 3 (The Godfather: Part III) : Connie Corleone-Rizzi
- 1991 : Cold Heaven : Sister Martha
- 1992 : Bed & Breakfast (en) : Claire
- 1993 : Deadfall : Sam
- 1997 : A River Made to Drown In : Jaime's Mother
- 1997 : She's So Lovely : Restaurant Owner
- 1998 : Divorce: A Contemporary Western : Lacey
- 1998 : Can I Play? : Roberta
- 1998 : Caminho dos Sonhos : Ida Stern
- 1998 : The Landlady : Melanie Leroy
- 1999 : L'Association du mal (Lured Innocence) : Martha Chambers
- 1999 : Palmer's Pick Up : Mr. Price
- 2000 : The Visit (en) de Jordan Walker-Pearlman (en) : Marilyn Coffey
- 2001 : Pomegranate : Aunt Sophia
- 2001 : The Whole Shebang : Contessa Bazinni
- 2002 : Embrassez la mariée ! (Kiss the Bride) : Irena Sposato
- 2003 : Family Tree : Patricia
- 2003 : Dunsmore : Mildred Green
- 2004 : J'adore Huckabees (I Heart Huckabees) : Mrs. Silver
- 2007 : Homo erectus : la mère d'Ishbo
- 2019 : Working Man de Robert Jury : Iola Parkes
- 2023 : Chantilly Bridge de Linda Yellen : Maggie
- 2024 : Megalopolis de Francis Ford Coppola : Constance Crassus Catilina
- 2025 : Nonnas de Stephen Chbosky : Teresa

#### Télévision
- 1975 : Foster and Laurie : Adelaide Laurie
- 1976 : Le Riche et le Pauvre (mini-série) : Teresa Santoro
- 1977 : Kill Me If You Can : Rosalie Asher
- 1977 : Le Parrain (mini-série) : Constanza « Connie » Corleone-Rizzi
- 1978 : Daddy, I Don't Like It Like This : Carol Agnelli
- 1987 : Le Serment du sang (Blood Vows: The Story of a Mafia Wife) : Gina
- 1988 : Murderer's Keep : Sandy
- 1991 : Mark Twain and Me : Jean Clemens
- 1992 : For Richer, for Poorer (en) : Millie Katourian
- 1992 : Please, God, I'm Only Seventeen : Mother
- 1993 : Chantilly Lace (téléfilm) : Maggie
- 1997 : Born Into Exile (téléfilm) : Donna Nolan
- 2007 : Les Flammes du passé (téléfilm) : Bianca Hale
- 2017 : Kingdom (série) : Annette Kulina
- 2018 : Grace et Frankie (série) : Teddie
- 2018 : Girlfriends' Guide to Divorce (série) : Meryl Frumpkis

### Productrice
- 1986 : Hyper Sapien: People from Another Star
- 1987 : Lionheart
- 1998 : The Landlady

### Réalisatrice
- 1995 : One Night Stand

## Voix françaises
| - Béatrice Delfe dans : - Rocky (1976) - Le Parrain (mini-série - 1977) - Rocky 2 (1979) - Fenêtres sur New York (1980) - Rocky 3 (1982) - Rocky 4 (1985) - New York Stories (1989) - Mark Twain et moi (téléfilm - 1991) - Artifices & Spaghetti (2001) - Les Flammes du passé (téléfilm - 2007) - Kingdom (série télévisée - 2017) | - Colette Bergé dans : - Le Parrain (1er doublage - 1972) - Le Parrain 2 (1er doublage - 1975) - Anne Rondeleux dans : - Le Parrain (2e doublage - 2008) - Le Parrain 2 (2e doublage - 2008) - Frédérique Cantrel dans : - Palo Alto (2013) - Megalopolis (2024) Et aussi - Sylvie Feit dans Le Riche et le Pauvre (série télévisée - 1976) - Évelyn Séléna dans Prophecy : Le Monstre (1979) - Françoise Dorner dans Rocky 5 (1990) - Nadine Alari dans Le Parrain 3 (1990) - Colette Venhard dans Abbott Elementary (série télévisée) - Colette Marie dans Nonnas |